# Rudolf Krčil
Rudolf Krčil (Trnovany, Imperio austrohúngaro, 5 de marzo de 1906-Checoslovaquia, 3 de abril de 1981) fue un jugador y entrenador de fútbol checoslovaco. En su etapa como jugador profesional se desempeñaba como centrocampista.

## Selección nacional
Fue internacional con la selección de fútbol de Checoslovaquia en 20 ocasiones. Formó parte de la selección subcampeona de la Copa del Mundo de 1934.

### Participaciones en Copas del Mundo
| Mundial                        | Sede   | Resultado  | Partidos | Goles |
| ------------------------------ | ------ | ---------- | -------- | ----- |
| Copa Mundial de Fútbol de 1934 | Italia | Subcampeón | 4        | 0     |

## Equipos

### Como jugador
| Equipo       | País                              | Año       |
| ------------ | --------------------------------- | --------- |
| Teplitzer FK | Checoslovaquia                    | 1927-1933 |
| Slavia Praga | Checoslovaquia                    | 1933-1937 |
| Floriana FC  | Malta                             | 1937-1939 |
| NSTG Teplitz | Protectorado de Bohemia y Moravia | 1939-1943 |

### Como entrenador
| Equipo               | País           | Año       |
| -------------------- | -------------- | --------- |
| SK Teplice           | Checoslovaquia | 1947-1948 |
| Selección nacional B | Checoslovaquia | 1949      |
| Ingstav Teplice      | Checoslovaquia | 1952-1962 |
| Spartak Brno ZJŠ     | Checoslovaquia | 1962      |
| Spartak Plzeň        | Checoslovaquia | 1963      |

## Palmarés

### Campeonatos nacionales
| Título           | Equipo       | País           | Año  |
| ---------------- | ------------ | -------------- | ---- |
| Primera División | Slavia Praga | Checoslovaquia | 1934 |
| Primera División | Slavia Praga | Checoslovaquia | 1935 |
| Primera División | Slavia Praga | Checoslovaquia | 1937 |